# Västra Silen
Västra Silen är en sjö i Bengtsfors kommun i Dalsland och Årjängs kommun i Värmland, och ingår i Göta älvs huvudavrinningsområde. Sjön är 41 meter djup, har en yta på 47 kvadratkilometer och befinner sig 97,1 meter över havet. Sjön avvattnas av vattendraget Karlsforsälven (Edsälven). Vid provfiske har en stor mängd fiskarter fångats, bland annat abborre, bergsimpa, björkna och braxen.

## Delavrinningsområde
Västra Silen ingår i det delavrinningsområde (657710-129172) som SMHI kallar för Utloppet av Västra Silen. Medelhöjden är 128 meter över havet och ytan är 139,82 kvadratkilometer. Räknas de 41 avrinningsområdena uppströms in blir den ackumulerade arean 733,09 kvadratkilometer. Karlsforsälven (Edsälven) som avvattnar avrinningsområdet har biflödesordning 3, vilket innebär att vattnet flödar genom totalt 3 vattendrag innan det når havet efter 221 kilometer. Avrinningsområdet består mestadels av skog (55 procent). Avrinningsområdet har 47,58 kvadratkilometer vattenytor vilket ger det en sjöprocent på 34 procent. Bebyggelsen i området täcker en yta av 1,21 kvadratkilometer eller 1 procent av avrinningsområdet.

## Fisk
Vid provfiske har följande fisk fångats i sjön:
| - Abborre - Bergsimpa - Björkna - Braxen - Gärs - Gädda - Lake - Löja - Mört - Nors - Sarv | - Sik - Siklöja |